# Mười hai kỳ công của Heracles

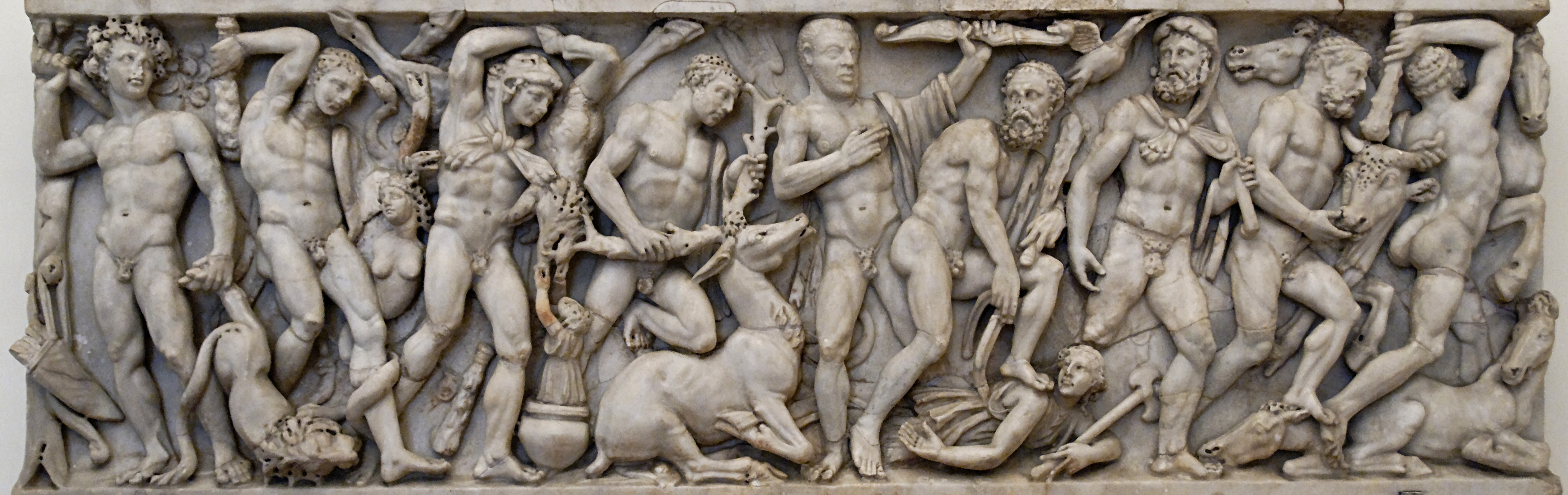
Phù điêu La Mã (thế kỷ thứ 3 sau Công nguyên) mô tả một chuỗi các Kỳ công, đại diện từ trái sang phải Sư tử Nemean, Lernaean Hydra, Lợn Erymanthian, Hươu Ceryneian, Chim Stymphalian, Dây lưng của Hippolyta, Chuồng ngựa Augea, Bò Cretan và Ngựa cái của Diomedes

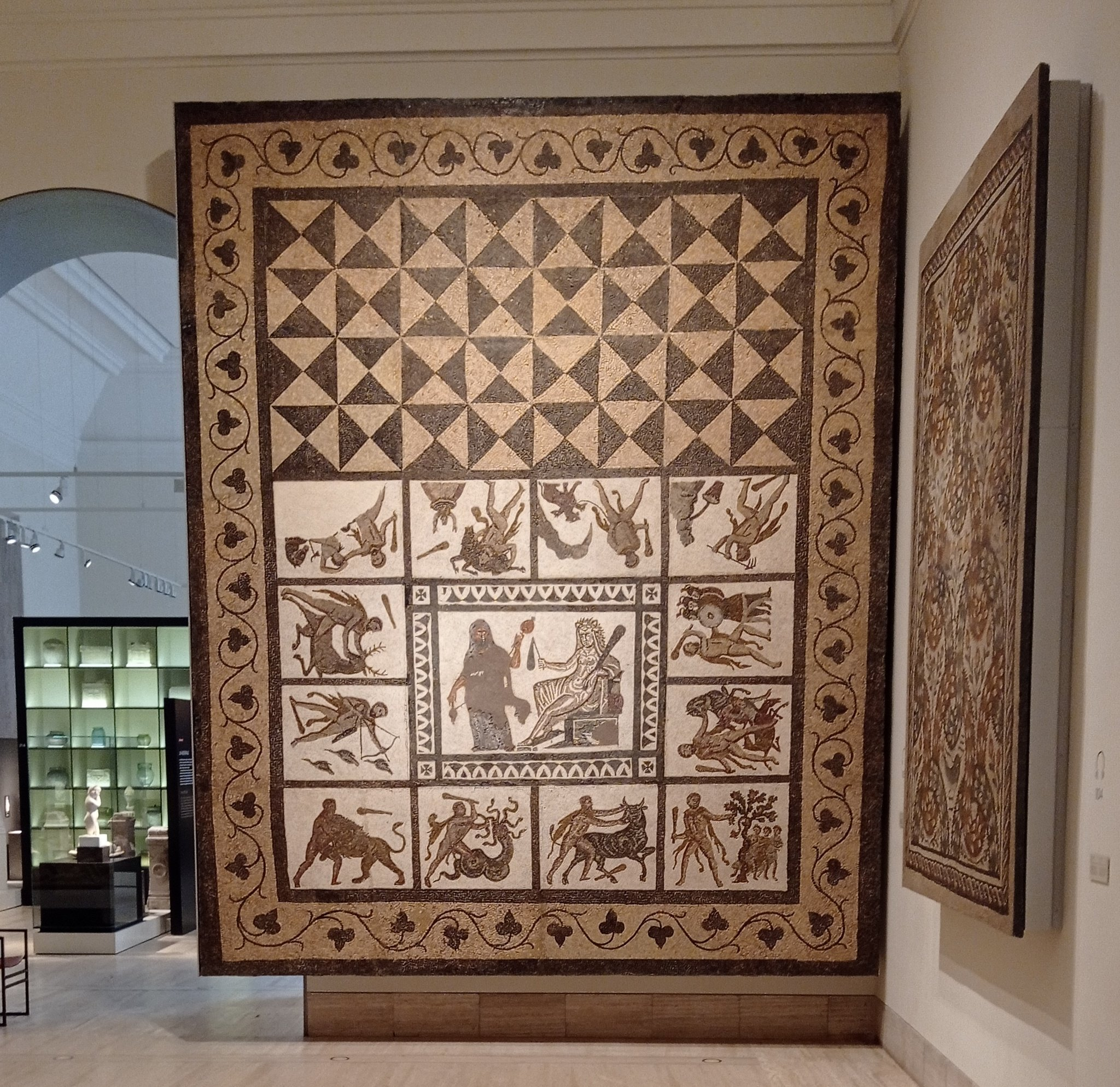
Khảm của Llíria (Valencia, Tây Ban Nha)

Kỳ công của Hercules hoặc Chiến công của Heracles (tiếng Hy Lạp cổ: οἱ Ἡρακλέους ἆθλοι, hoì Hērakléous âthloi) là một loạt các tình tiết liên quan đến một sự đền tội của Heracles, người anh hùng vĩ đại nhất của Hy Lạp, sau này có tên La tinh hóa thành Hercules. Chúng được hoàn thành dưới theo yêu cầu Vua Eurystheus. Các tình tiết sau đó được kết nối bằng một câu chuyện kể liên tục.
Việc thiết lập một chu kỳ cố định gồm mười hai kỳ công được người Hy Lạp quy cho một bài thơ sử thi, hiện đã thất lạc, do Peisander viết vào khoảng năm 600 trước Công nguyên.
Nữ thần Hera đã cố gắng giết Heracles kể từ ngày anh được sinh ra, bà đã ám một cơn điên khiến anh tự tay giết vợ con của mình. Sau đó, Heracles đến Nhà tiên tri của Delphi để chuộc tội, tại đây anh cầu nguyện với thần Apollo để được hướng dẫn. Heracles được yêu cầu phụng sự Eurystheus, vua của Mycenae, trong mười hai năm. Trong thời gian này, anh ta được cử đi thực hiện một loạt kỳ công khó khăn, được gọi là kỳ công.

## Lịch sử

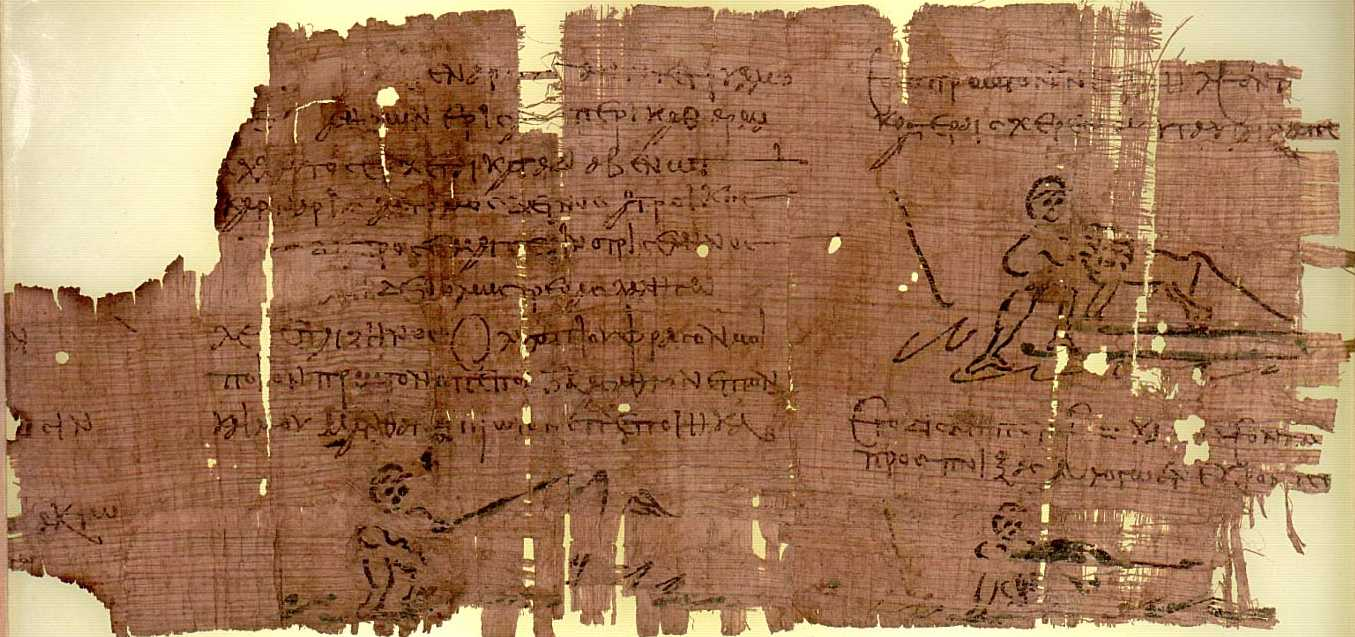
Heracles Papyrus, một đoạn của bản viết tay bằng tiếng Hy Lạp thế kỷ thứ 3 về một bài thơ về Kỳ công của Heracles (Oxyrhynchus Papyrus 2331)

Bị Hera (nữ hoàng của các vị thần) phù phép cho phát điên, Heracles tự tay giết các con trai và vợ của mình là Megara. Mặc dù, theo Euripides trong Herakles, mãi sau khi Heracles hoàn thành công việc và khi trở về từ Cõi âm, anh mới sát hại Megara và các con của anh ta.
Sau khi tỉnh táo trở lại, Heracles vô cùng hối hận về hành động của mình; anh đã được Vua Thespius thanh tẩy, sau đó du hành đến Delphi để hỏi làm thế nào để có thể chuộc lỗi. Pythia, Nhà tiên tri của Delphi, khuyên anh nên đến Tiryns và phụng sự cho anh họ là Vua Eurystheus, trong mười năm, thực hiện bất kỳ công việc gì mà Eurystheus có thể giao cho anh; đổi lại, anh sẽ được thưởng bằng sự bất tử.
Heracles tuyệt vọng vì điều này, ghê tởm phải phục vụ một người đàn ông mà anh biết là kém xa so với mình, nhưng lại sợ phải chống lại cha của anh là Zeus. Cuối cùng, anh hạ mình dưới quyền của Eurystheus.
Eurystheus ban đầu ra lệnh cho Heracles thực hiện mười công việc. Heracles đã hoàn thành những nhiệm vụ này, nhưng Eurystheus từ chối công nhận hai nhiệm vụ: tiêu diệt Lernaean Hydra, vì cháu trai và người đánh xe của Heracles là Iolaus đã giúp anh; và việc dọn dẹp Chuồng ngựa August, bởi vì Heracles đã chấp nhận trả công lao động hoặc trong một số phiên bản của câu chuyện này, Chim Stymphalian được tính thay cho Chuồng ngựa August để Athena giúp đỡ bằng cách đưa cho anh lục lạc bằng đồng.
Eurystheus ra thêm hai nhiệm vụ (lấy Quả táo vàng của Hesperides và bắt Cerberus), mà Heracles cũng đã thực hiện, nâng tổng số nhiệm vụ lên mười hai.

## Những kỳ công

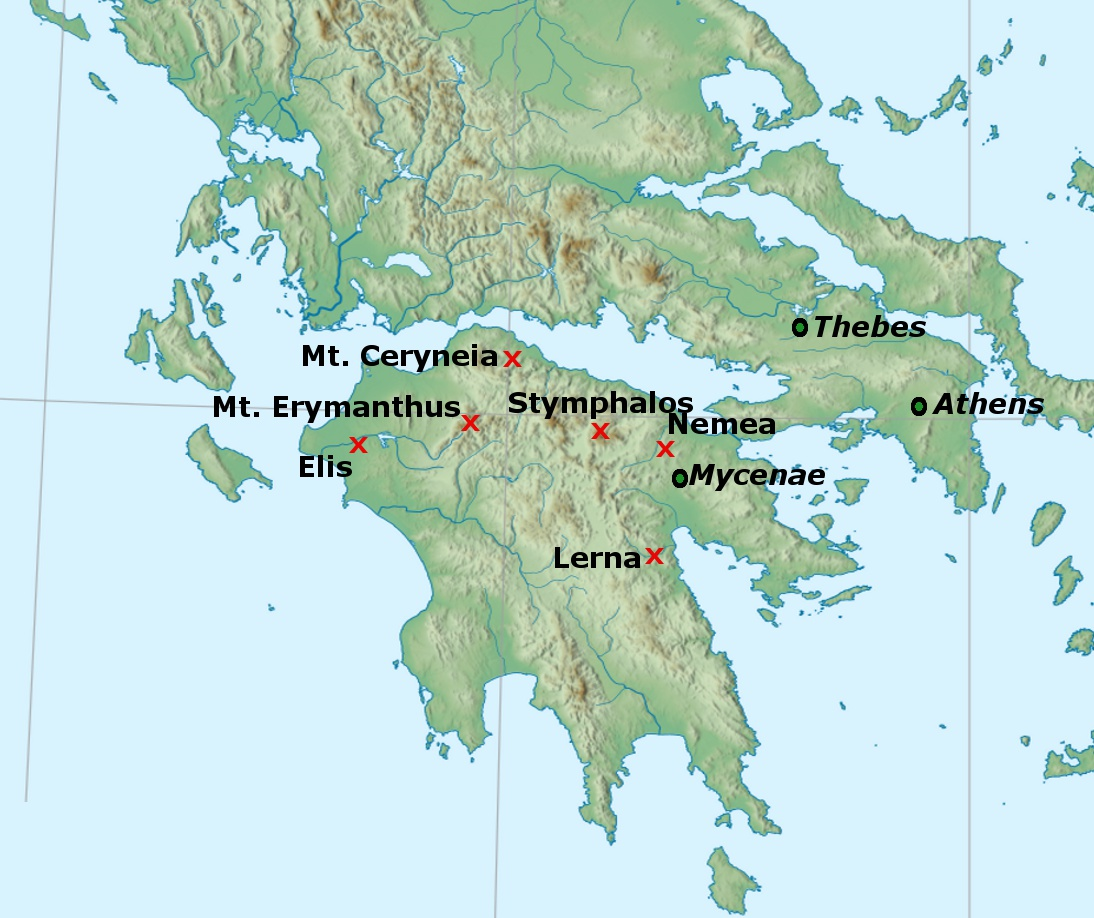
Sáu kỳ công đầu tiên của Heracles được đặt tại Peloponnese.

Một trật tự theo truyền thống của các tác phẩm được tìm thấy trong Bibliotheca của Pseudo-Apollodorus là:
1. Giết Sư tử Nemea.
2. Giết Lernaean Hydra chín đầu.
3. Bắt Hươu Ceryneian.
4. Bắt Lợn rừng Erymanthian.
5. Dọn dẹp chuồng Augean trong một ngày.
6. Giết chim Stymphalian.
7. Bắt Bò Cretan.
8. Đánh cắp bầy Ngựa cái của Diomedes.
9. Có được chiếc thắt lưng của Hippolyta, nữ hoàng của Amazon.
10. Lấy gia súc của người khổng lồ ba thân Geryon.
11. Ăn cắp ba quả táo vàng của Hesperides.
12. Bắt và mang Cerberus về.

### Đầu tiên: Sư tử Nemean

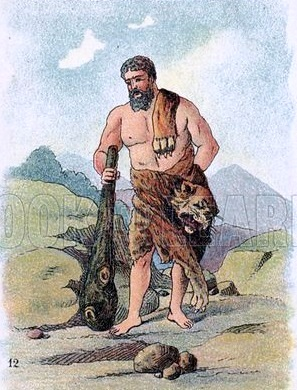
Heracles với đầu sư tử Nemean

Heracles lang thang cho đến khi đặt chân đến thị trấn Cleonae. Ở đó, anh gặp một cậu bé nói rằng nếu Heracles giết sư tử Nemean và sống sót trở về trong vòng 30 ngày, thị trấn sẽ hiến tế một con sư tử cho Zeus, nhưng nếu anh không trở lại trong vòng 30 ngày hoặc nếu anh chết, cậu bé cũng sẽ được tế sống cho Zeus. Một phiên bản khác cho rằng anh đã gặp Molorchos, một người chăn cừu bị con sư tử ăn thịt đứa con trai của ông, nói rằng nếu anh quay lại trong vòng 30 ngày, một con cừu đực sẽ bị hiến tế cho thần Zeus. Nếu anh không trở lại trong vòng 30 ngày, nó sẽ được hiến tế cho Heracles như một lễ vật để tang.
Trong khi tìm kiếm con sư tử, Heracles đã chế tạo một số mũi tên để bắn nó mà không biết rằng bộ lông vàng của nó là bất khả xâm phạm. Khi tìm thấy và dùng cung bắn vào con sư tử, Heracles phát hiện ra đặc tính của bộ lông khiến những mũi tên bật ra khỏi thân mình nó. Sau một thời gian, Heracles lùa con sư tử trở lại hang động. Hang động có hai lối vào, một trong số đó bị Heracles chặn lại; sau đó anh bước vào cái kia. Trong những khu vực tối tăm và chật hẹp, Heracles dùng gậy đánh ngất con quái vật và dùng sức mạnh bóp cổ nó đến chết. Trong lúc chiến đấu, sư tử đã cắn đứt một ngón tay của anh. Nhiều người đồn rằng anh đã bắn tên vào cái miệng của nó. Sau khi giết con sư tử, anh cố gắng lột da nó bằng con dao trên thắt lưng nhưng không thành công. Sau đó, anh đã thử mài dao bằng một hòn đá và thậm chí thử với chính hòn đá đó. Cuối cùng, Athena nhận thấy hoàn cảnh khó khăn của người anh hùng, đã bảo Heracles sử dụng một trong những móng vuốt của chính con sư tử để lột da. Một số người cho rằng trên thực tế, áo giáp của Heracles là bộ da của Sư tử xứ Cithaeron.
Khi trở lại vào ngày thứ 30 với xác sư tử trên vai, vua Eurystheus vô cùng kinh ngạc và khiếp sợ. Eurystheus cấm anh vào thành phố một lần nữa; từ đó trở đi, anh phải trưng bày thành quả lao động bên ngoài cổng thành. Eurystheus sau đó sẽ giao nhiệm vụ cho Heracles thông qua một sứ giả. Eurystheus thậm chí còn làm một chiếc lọ lớn bằng đồng để có thể trốn Heracles. Eurystheus sau đó cảnh báo rằng các nhiệm vụ sẽ ngày càng khó hơn.

### Thứ hai: Mãng xà Hydra

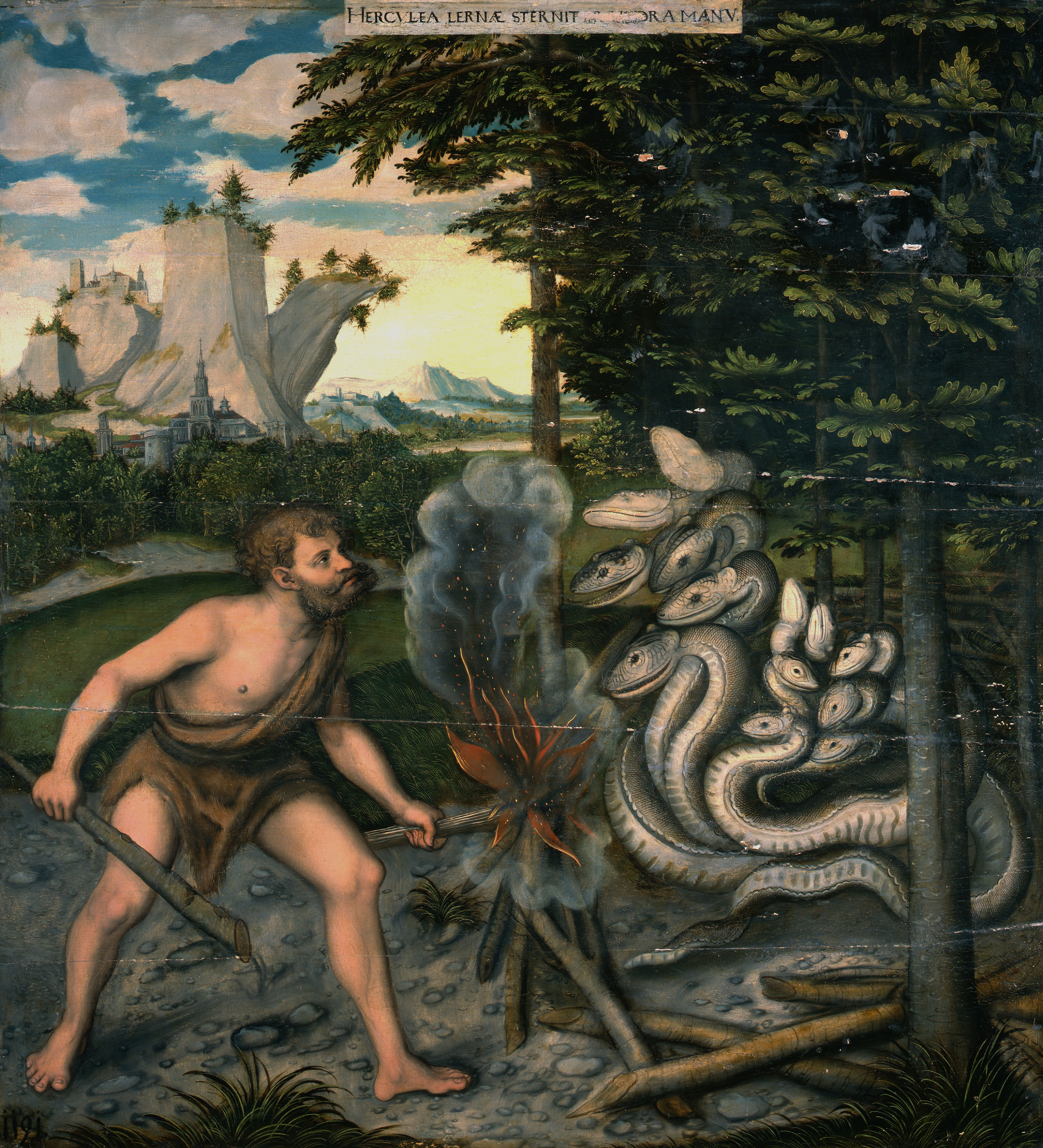
Heracles và Lernaean Hydra

Công việc thứ hai của Heracles là tiêu diệt Hydra, mãng xà mà Hera đã nuôi dưỡng chỉ với mục đích duy nhất là giết Heracles. Khi đến đầm lầy gần Hồ Lerna, nơi Hydra trú ngụ, Heracles đã dùng một miếng vải che miệng và mũi để bảo vệ khỏi khói độc. Anh bắn những mũi tên rực lửa vào hang ổ của Hydra, con suối của Amymone, một hang sâu mà con quái vật chỉ chui ra để khủng bố các làng lân cận. Tức giận bởi những mũi tên rực lửa, Hydra chui ra khỏi hang ổ của nó. Anh sử dụng một lưỡi hái (theo một số bức tranh vẽ trên bình ban đầu), một thanh kiếm hoặc chiếc chùy nổi tiếng của anh, Heracles giao chiến với Hydra. Ruck and Staples (1994: 170) lưu ý rằng bản chất của sinh vật chthonic này lại giống như thực vật: sau khi chặt từng đầu của nó, Heracles quan sát thấy con quái vật nhanh chóng mọc lại từng cái đầu đã bị chặt đầu. Ngoài ra, một trong những cái đầu của Hydra - cái ở giữa - là bất tử.
Các chi tiết được trình bày rõ ràng trong Bibliotheca (2.5.2): nhận ra rằng không thể đánh bại Hydra theo cách này, Heracles đã kêu gọi cháu trai của anh là Iolaus giúp đỡ. Iolaus sau đó nảy ra ý tưởng (có thể là lấy cảm hứng từ Athena) về việc sử dụng lửa để đốt cháy phần cổ sau mỗi lần chặt đầu. Làm việc song song với nhau, Heracles chặt từng cái đầu và Iolaus đốt những cái cổ hở. Nhận ra Heracles đang dần chiến thắng, Hera tức giận, gửi một con cua khổng lồ để đánh lạc hướng anh; tuy nhiên, điều này hóa ra là vô ích vì anh nhanh chóng nghiền nát nó dưới bàn chân hùng mạnh của mình. Cuối cùng, khi đã làm con quái vật yếu đi đáng kể, Heracles đã chặt cái đầu bất tử của Hydra bằng thanh kiếm vàng do Athena tặng. Người ta nói rằng Heracles đã đặt cái đầu bất tử dưới một tảng đá lớn trên con đường linh thiêng giữa Lerna và Elaius để ngăn con quái vật gây hại thêm (Kerenyi 1959: 144), và sau khi điều này được thực hiện, anh nhúng mũi tên của anh vào máu độc của Hydra. Một phiên bản khác của câu chuyện thần thoại này kể rằng sau khi chặt đứt một trong những chiếc đầu của Hydra, Heracles nhúng thanh kiếm vào vết thương hở và sử dụng nọc độc của nó để đốt cháy từng gốc cổ tiếp theo để nó không thể mọc lại. Hera buồn bã vì Heracles đã giết con thú cưng mà bà nuôi để giết anh nên đã đặt nó lên vòm trời màu xanh đậm với cái tên chòm sao Hydra. Sau đó, bà biến con cua thành chòm sao Cancer.
Sau đó, Heracles đã dùng một mũi tên nhúng vào máu độc của Hydra để giết nhân mã Nessus; và máu nhiễm độc của Nessus đã được bôi lên Áo dài của Nessus, nhờ đó nhân mã đã trả thù sau khi chết. Cả Strabo và Pausanias đều nói rằng mùi hôi thối của sông Anigrus ở Elis, khiến tất cả cá của sông đều không ăn được, được cho là do nọc độc của Hydra, từ những mũi tên mà Heracles đã giết nhân mã.

### Thứ ba: Bắt hươu Ceryneian

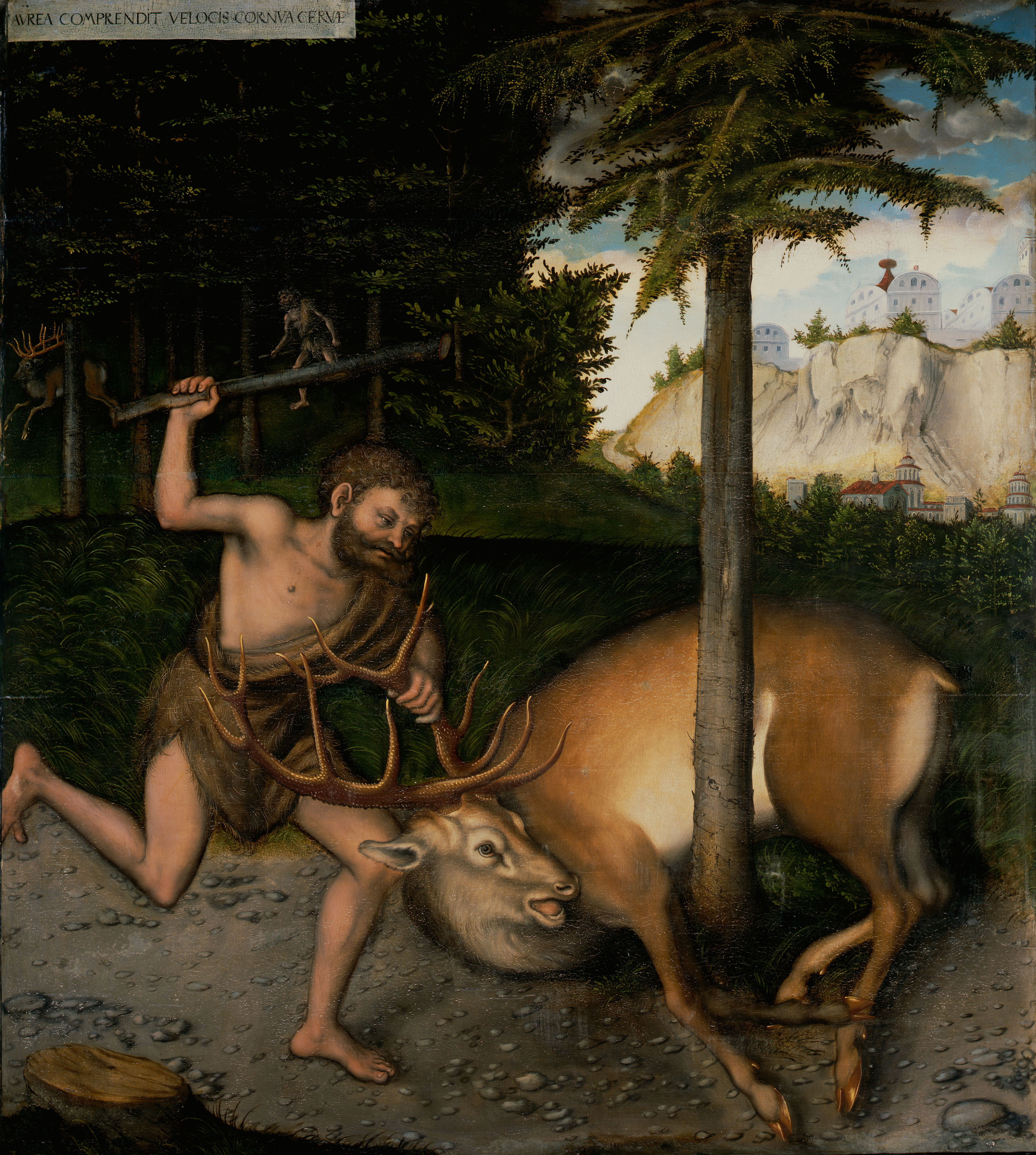
Heracles bắt giữ Con hươu Ceryneian

Tức giận trước thành công của Heracles trước Sư tử Nemean và Lernaean Hydra, Eurystheus (được Hera tư vấn) đã nghĩ ra một nhiệm vụ hoàn toàn khác, ra lệnh cho Heracles bắt giữ Con hươu Ceryneian, một con thú nhanh đến mức các mũi tên không thể bắn kịp nó.
Sau một thời gian dài tìm kiếm, Heracles thức dậy vào một đêm và đi tìm con hươu, thứ chỉ có thể nhìn thấy được nhờ ánh sáng lấp lánh phản chiếu ánh trăng trên gạc của nó. Sau đó, anh chạy đuổi theo con hươu trong suốt một năm qua Hy Lạp, Thrace, Istria, và cả vùng đất của Hyperboreans. Cách Heracles bắt được con hươu khác nhau tùy thuộc vào lời kể; trong hầu hết các phiên bản, anh bắt được nó khi nó đang ngủ, hoặc giăng bẫy khiến nó què chân.
Eurystheus ra lệnh cho Heracles bắt con hươu với hy vọng rằng nó sẽ khiến Artemis tức giận và trừng phạt người anh hùng vì tội mạo phạm con vật linh thiêng. Khi trên đường quay trở lại cùng với con hươu để trao nó cho Eurystheus, Heracles chạm trán Artemis và anh trai của cô là thần Apollo. Anh cầu xin nữ thần tha thứ, giải thích rằng anh bẫy con hươu là để đền một phần tội lỗi của chính mình, nhưng hứa sẽ trả nó về tự nhiên ngay sau đó. Bị thuyết phục bởi sự nghiêm túc của Heracles, Artemis đã tha thứ cho anh, phá vỡ kế hoạch của Eurystheus.
Sau khi mang con hươu về cho Eurystheus, Heracles được thông báo rằng nó sẽ trở thành một phần trong vườn xiếc thú của Nhà vua. Biết rằng phải trả lại con hươu về tự nhiên như đã hứa với Artemis, Heracles chỉ đồng ý giao nó với điều kiện Eurystheus phải đích thân ra ngoài và lấy nó từ tay anh ta. Vị vua xuất hiện, nhưng ngay khi Heracles thả con hươu ra, nó đã lao về phía chủ nhân với tốc độ vô song. Trước khi rời đi, Heracles nhận xét một cách mỉa mai rằng Eurystheus đã không đủ nhanh, khiến Nhà vua nổi giận.

### Thứ tư: Lợn rừng Erymanthian

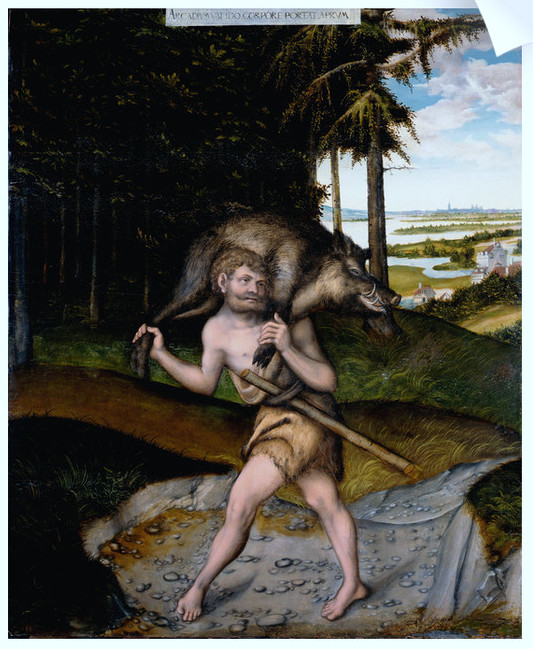
Heracles và Lợn rừng Erymanthian

Eurystheus thất vọng vì Heracles đã vượt qua thử thách và bị bẽ mặt trước sự trốn thoát của con hươu, vì vậy ông giao cho Heracles một nhiệm vụ nguy hiểm khác. Theo một số lời kể, kỳ công thứ tư là mang Lợn rừng Erymanthian đáng sợ, còn sống và trở về Eurystheus (không có tài liệu nào kể rõ ràng về kỳ công này). Trên đường đến Núi Erymanthos nơi con lợn rừng sinh sống, Heracles đã đến thăm Pholus ("người thượng cổ"), một nhân mã tốt bụng và hiếu khách, đồng thời cũng là bạn cũ. Heracles dùng bữa với Pholus trong hang (mặc dù nhân mã chỉ thích ngấu nghiến thịt sống) và yêu cầu rượu. Pholus chỉ có một hũ rượu, một món quà từ Dionysus cho tất cả nhân mã trên núi Erymanthos. Heracles thuyết phục anh mở nó ra, và mùi hương thu hút các nhân mã khác. Họ không hiểu rằng rượu cần phải được pha với nước, nên cả bọn say xỉn và tấn công Heracles. Heracles bắn họ bằng những mũi tên độc, giết chết nhiều nhân mã và cả bọn rút lui về hang động của Chiron.
Pholus tò mò tại sao những mũi tên lại gây ra sát thương kinh khủng đến vậy. Anh nhặt một mũi tên lên nhưng lại làm rơi nó, và mũi tên đâm vào móng guốc, khiến anh bị nhiễm độc. Một phiên bản khác nói rằng một mũi tên đi lạc đã vô tình bắn trúng Chiron. Mặc dù là sinh vật bất tử, nhưng anh vẫn cảm thấy đau đớn. Nỗi đau của Chiron lớn đến mức ông tình nguyện từ bỏ sự bất tử của mình và thế chỗ của Prometheus, người đã bị xích trên đỉnh núi để bị đại bàng ăn gan hàng ngày. Kẻ tra tấn Prometheus là con đại bàng, tiếp tục tra tấn Chiron, vì vậy Heracles đã bắn chết nó bằng một mũi tên. Người ta thường chấp nhận rằng câu chuyện nhằm thể hiện chình Heracles là người đã khiến Chiron từ bỏ sự bất tử. Tuy nhiên, câu chuyện này mâu thuẫn với truyền thống mà sau này Chiron đã dạy cho Achilles. Câu chuyện về nhân mã đôi khi xuất hiện trong các phần khác của mười hai kỳ công, cũng như việc giải phóng Prometheus.
Heracles đã đến thăm Chiron để xin lời khuyên về cách bắt con lợn lòi, và Chiron đã bảo anh hãy lùa nó vào vùng tuyết dày, nên công việc này diễn ra vào giữa mùa đông. Heracles bắt con lợn lòi, trói nó lại và mang về cho Eurystheus, ông vừa nhìn đã sợ hãi vô cùng, chui cả nửa thân xuống trốn trong bình pithos dưới nhà kho, cầu xin Heracles hãy đem con quái thú đi.

### Thứ năm: Chuồng ngựa Augean

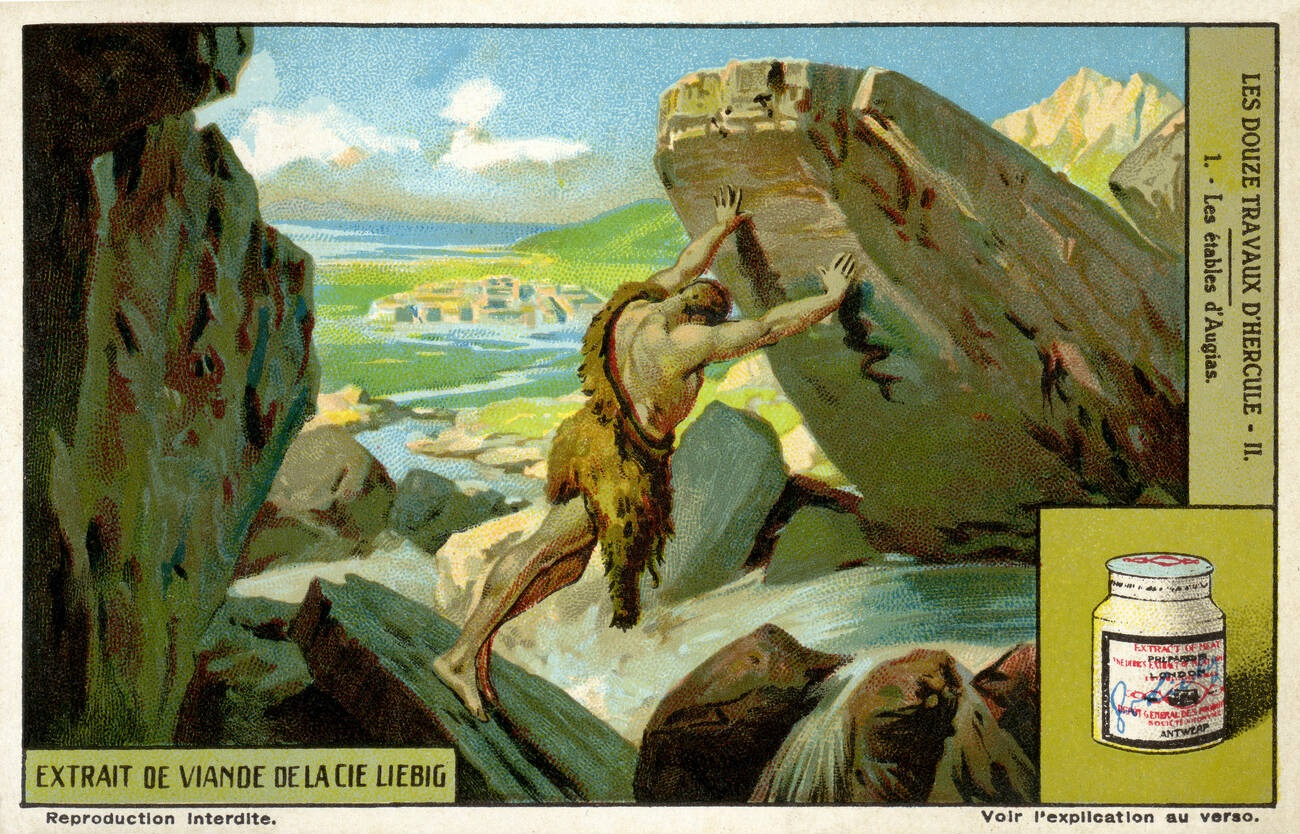
Heracles dọn dẹp chuồng ngựa của Augean bằng cách chuyển hướng dòng sông

Công việc thứ năm là dọn dẹp chuồng ngựa của Vua Augeas. Nhiệm vụ này vừa nhục nhã vừa bất khả thi, vì những vật nuôi thần thánh này là bất tử và bọn chúng đã tạo ra một lượng phân khổng lồ. Chuồng Augean (/ɔːˈdʒiːən/) đã không được dọn dẹp trong hơn 30 năm và có hơn 1.000 gia súc sống ở đó. Tuy nhiên, Heracles đã thành công bằng cách chuyển hướng các con sông Alpheus và Peneus để rửa sạch.
Trước khi bắt đầu nhiệm vụ, Heracles đã yêu cầu Augeas một phần mười số gia súc nếu anh hoàn thành nhiệm vụ trong một ngày, và Augeas đồng ý, nhưng sau đó Augeas từ chối thực hiện thỏa thuận với lý do là Heracles đã nhận lệnh thực hiện nhiệm vụ của Eurystheus. Heracles đã tuyên bố nhận phần thưởng trước tòa và được con trai của Augeas là Phyleus hỗ trợ. Augeas trục xuất cả hai trước khi tòa án ra phán quyết. Heracles trở lại, giết Augeas và trao vương quốc cho Phyleus.
Thành công của kỳ công này cuối cùng đã bị lược bỏ vì dòng nước chảy xiết đã hoàn thành công việc dọn dẹp chuồng ngựa, và cũng bởi vì Heracles được trả tiền để làm công việc đó; Eurystheus xác định Heracles vẫn còn bảy công việc nữa phải thực hiện.

### Thứ sáu: Chim Stymphalian

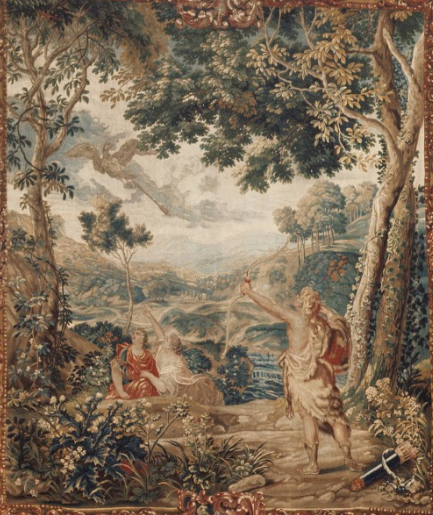
Hercules và bầy chim Stymphalian

Công việc thứ sáu là đánh bại bầy Chim Stymphalian, loài chim ăn thịt người có mỏ bằng đồng và những chiếc lông kim loại sắc nhọn, có thể phóng vào nạn nhân. Chúng rất linh thiêng đối với thần chiến tranh Ares. Hơn nữa, phân của chúng rất độc. Chúng di cư đến Hồ Stymphalia ở Arcadia, nơi đây, chúng nhanh chóng sinh sản và chiếm lấy vùng nông thôn, phá hủy mùa màng, cây ăn quả và giết hại người dân thị trấn. Heracles không thể đi quá sâu vào đầm lầy vì nó không chịu được trọng lượng của anh. Athena nhận thấy hoàn cảnh khó khăn của người anh hùng, đã đưa cho Heracles một chiếc lục lạc mà Hephaestus đã làm đặc biệt cho dịp này. Heracles lắc cái lục lạc và làm lũ chim sợ hãi bay lên không trung. Heracles sau đó đã bắn bọn chúng bằng những mũi tên có độc. Những con còn lại đã bay xa, không bao giờ trở lại. Trong một số phiên bản của câu chuyện này, thay vì lược bớt kỳ công chuồng ngựa Augean, thì là kỳ công này, do anh đã nhận được sự giúp đỡ của Athena. Argonauts sau đó sẽ chạm trán với chúng.

### Thứ bảy: Bò mộng Cretan

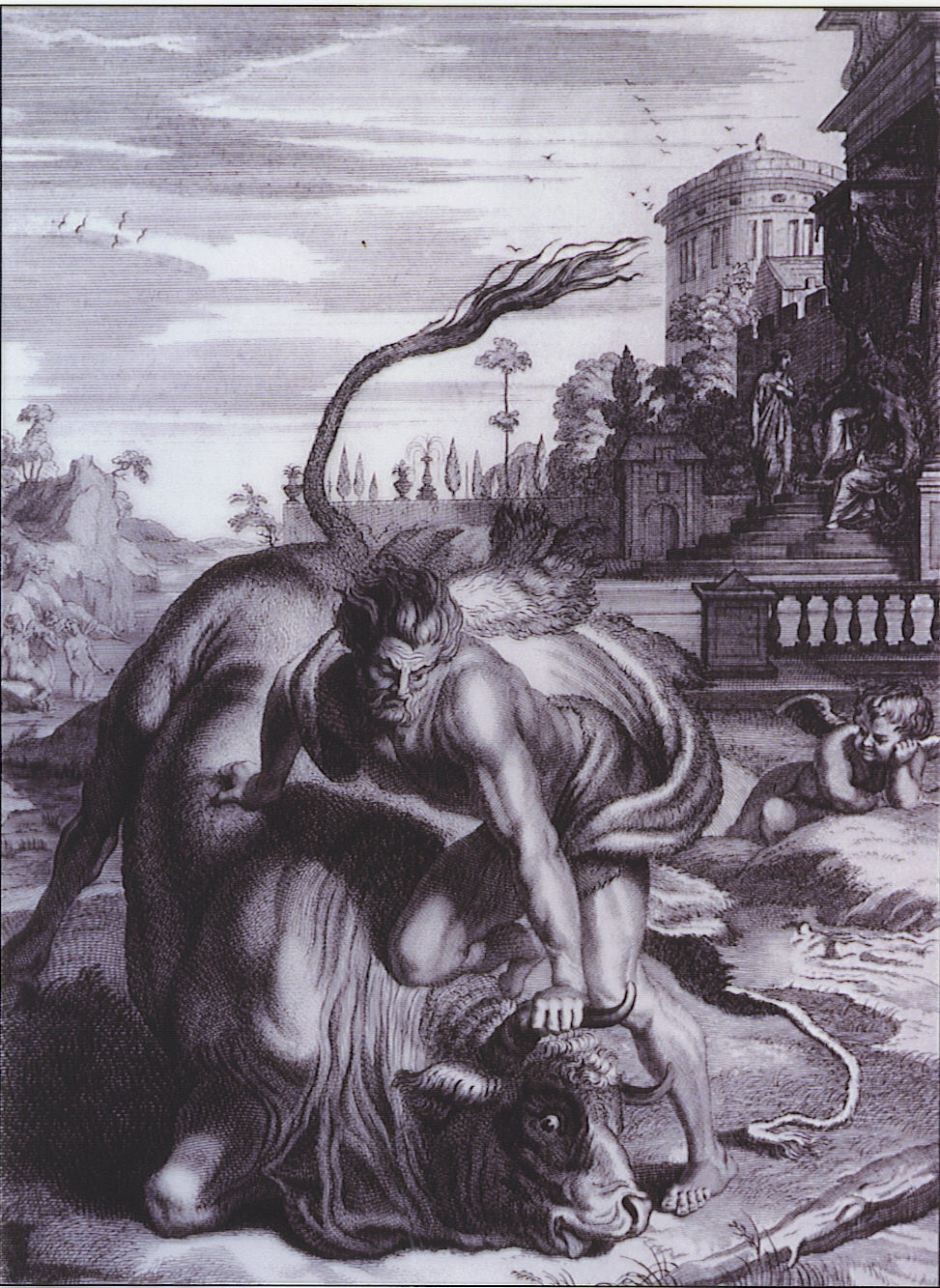
Heracles ghì Bò mộng Cretan xuống đất (tranh khắc của B. Picart, 1731)

Kỳ công thứ bảy cũng được phân loại là kỳ công đầu tiên không thuộc Peloponneisan là bắt sống Bò mộng Cretan, cha đẻ của quái vật Minotaur. Heracles đi thuyền đến Crete, nơi Vua Minos cho phép Heracles mang con bò đi và thậm chí còn đề nghị giúp đỡ anh (nhưng Heracles đã từ chối, với lý do chính đáng là vì anh không muốn bị lược bớt như trước). Con bò đã tàn phá đảo Crete bằng cách nhổ bật các gốc cây trồng và san bằng các bức tường cây ăn quả. Heracles lẻn đến phía sau con bò và sau đó dùng tay bóp cổ nó (nhưng không giết nó), rồi tròi nó chuyển về Tiryns. Eurystheus lần này lại trốn trong pithos ngay từ lần đầu tiên nhìn thấy sinh vật này, ông muốn hiến tế nó cho Hera. Bà từ chối của hiến tế vì nó phản ánh vinh quang cho Heracles. Con bò được thả ra và lang thang trong Marathon và sau này có tên là Bò mộng Marathonian. Theseus sau đó hiến tế con bò cho Athena và/hoặc Apollo.

### Thứ tám: Những con ngựa của Diomedes

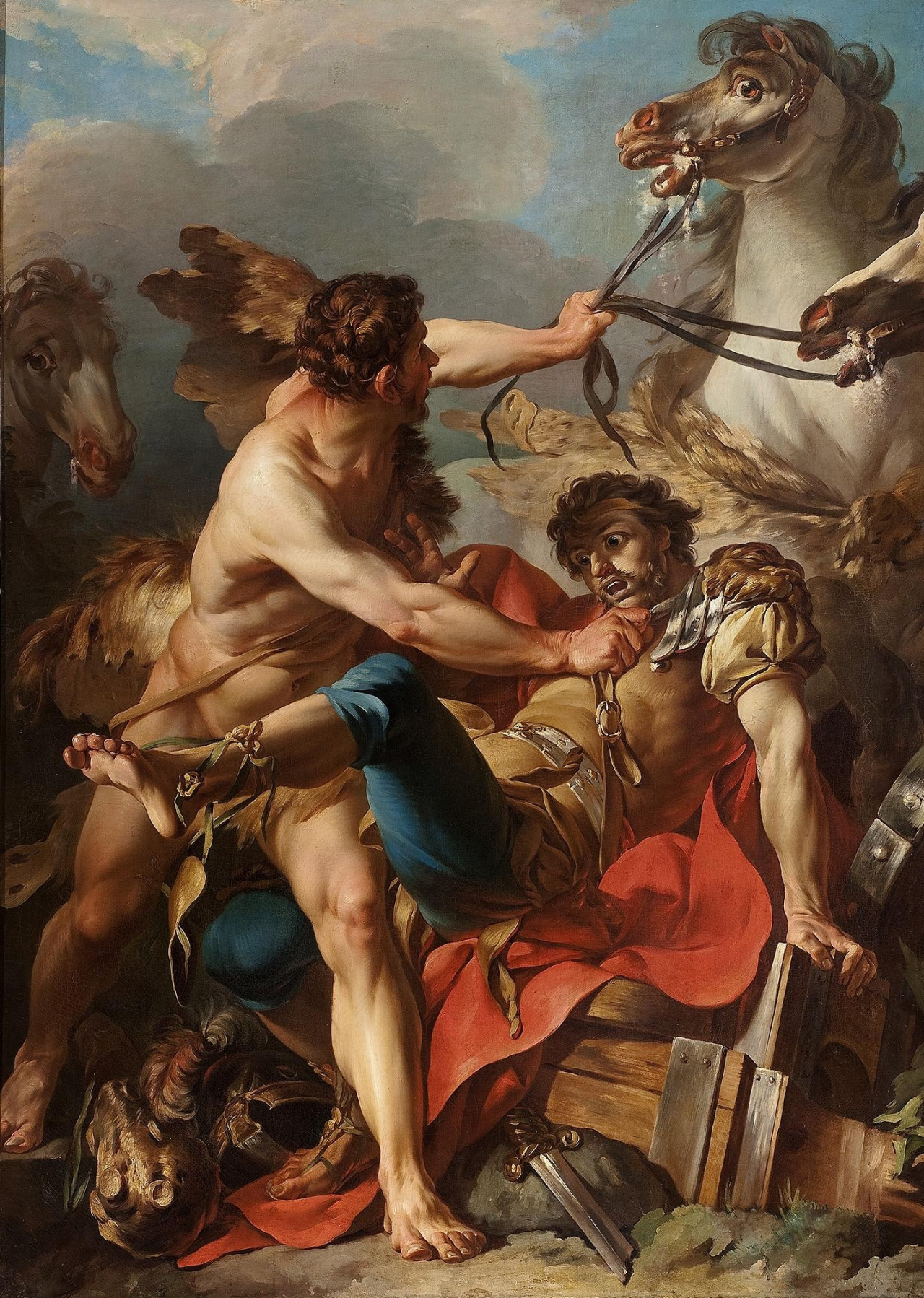
Jean Baptiste Marie Pierre – Vua Diomedes của Thrace bị Heracles giết và bị chính Ngựa của ông nuốt chửng, 1752

Heracles được Vua Eurystheus cử đi để đánh cắp những con ngựa từ Diomedes. Sự điên rồ của bầy ngựa được cho là do chúng ăn thịt của những vị khách đáng ngờ hoặc người lạ đặt chân lên đảo. Một số phiên bản thần thoại nói những con ngựa còn có thể thở ra lửa. Những con ngựa từng là nỗi kinh hoàng của Thrace, bị trói bằng xích sắt vào một máng cỏ bằng đồng ở thành phố Tirida đã mất, và được đặt tên là Podargos (nhanh nhẹn), Lampon (chói sáng), Xanthos (màu vàng) và Deinos (hoặc Deinus, khủng khiếp). Mặc dù rất giống nhau, nhưng có những khác biệt nhỏ về chi tiết liên quan đến việc bắt giữ đàn ngựa.
Trong một phiên bản nọ, Heracles đã mang theo một số tình nguyện viên để giúp anh ta bắt những con ngựa khổng lồ. Sau khi chế ngự được quân của Diomedes, Heracles đã phá bỏ dây xích trói ngựa và lùa đàn ngựa xuống biển. Nhưng Heracles không biết những con ngựa này vốn không thể kiểm soát và thích ăn thịt người nên anh đã để chúng cho người bạn đồng hành ưa thích là Abderus phụ trách trông giữ, trong khi anh ta rời đi để chiến đấu với Diomedes. Khi trở về, Heracles phát hiện ra cậu đã bị bầy ngựa ăn thịt. Để trả thù, Heracles đã cho bầy ngựa ăn thịt Diomedes và sau đó thành lập làng Abdera bên cạnh ngôi mộ của cậu.
Trong một phiên bản khác, khi Heracles đi đến hòn đảo, Diomedes dự định sẽ cắt cổ anh lúc ngủ nhưng không may là anh vẫn thức và anh cắt dây xích trói ngựa khi mọi người đã ngủ. Sau khi khiến những con ngựa sợ hãi, chúng bỏ chạy lên vùng đất cao của một gò đất, Heracles nhanh chóng đào một con mương xuyên qua đảo, đổ đầy nước vào đó và làm ngập vùng đồng bằng trũng. Khi Diomedes và người của hắn ta quay đầu bỏ chạy, Heracles đã giết họ bằng rìu (hoặc chùy), và cho ngựa ăn xác của Diomedes để trấn an họ.
Trong một phiên bản khác, đầu tiên Heracles bắt Diomedes và cho ngựa đàn ngựa ăn thịt "trước khi" thả chúng ra. Chỉ sau khi nhận ra rằng Vua của họ đã chết, dân Bistonians mới tấn công Heracles. Khi nhìn thấy những con ngựa do Abderus dẫn đầu trên một cỗ xe, đang lao vào họ, những người Bistonians quay đầu bỏ chạy.

Trong tất cả các phiên bản, những con ngựa được trấn an bằng cách ăn thịt người, tạo cơ hội cho Heracles bịt miệng chúng và dễ dàng mang chúng về cho Vua Eurystheus, người đã dâng hiến những con ngựa cho Hera. Trong một số phiên bản, chúng được phép đi lang thang tự do xung quanh Argos và không còn phát điên nữa, nhưng trong những phiên bản khác, Eurystheus ra lệnh hiến tế những con ngựa được đưa lên Olympus cho Zeus, nhưng Zeus đã từ chối và gửi những con sói, sư tử và gấu để giết chúng. Roger Lancelyn Green nhấn mạnh trong Tales of the Greek Heroes rằng hậu duệ của những con ngựa đã được sử dụng trong cuộc chiến thành Troia, và tồn tại cho đến tận thời của Alexander Đại đế. Sau sự cố, Eurystheus cử Heracles mang về Thắt lưng của Hippolyta.

### Thứ chín: Thắt lưng của Hippolyta

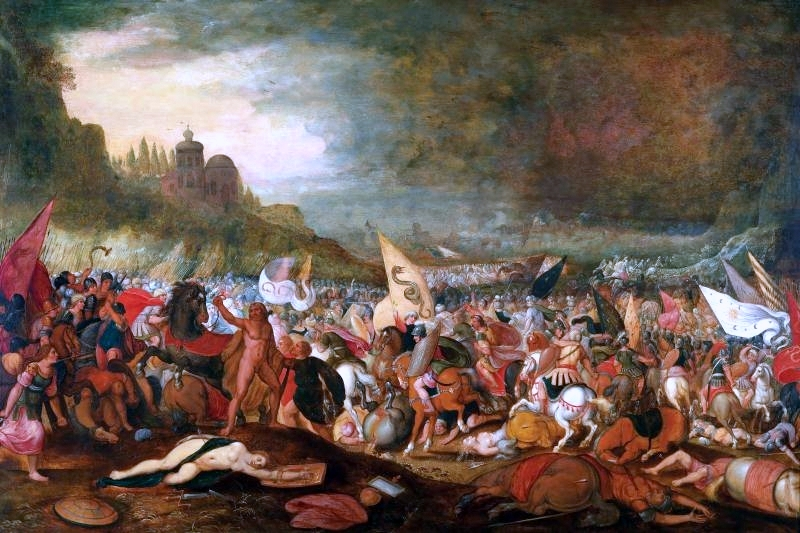
Chiếc thắt lưng kỳ diệu của Hippolyta, nữ hoàng của người Amazon

Eurystheus, con gái Admete, muốn có thắt lưng của Hippolyta, nữ hoàng của người Amazons, một món quà từ cha cô là Ares. Để làm hài lòng con gái mình, Eurystheus đã ra lệnh cho Heracles lấy lại chiếc thắt lưng làm kỳ công thứ chín.
Cùng với một nhóm bạn, Heracles ra khơi rồi dừng lại ở hòn đảo Paros, nơi sinh sống của một số con trai của Minos. Những người con trai đã giết hai người bạn đồng hành của Heracles, một hành động khiến Heracles nổi cơn thịnh nộ. Anh trả thù bằng cách giết hai người con trai của Minos và đe dọa những cư dân khác cho đến khi anh được đề nghị lấy hai người đàn ông khác thay thế những người bạn đồng hành đã ngã xuống. Heracles đồng ý và lấy hai cháu trai của Minos là Alcaeus và Sthenelus. Họ tiếp tục hành trình và cập bến triều đình của Lycus, người mà Heracles đã bảo vệ trong trận chiến chống lại Vua Mygdon của Bebryces. Sau khi giết vua Mygdon, Heracles đã trao phần lớn đất đai cho người bạn Lycus. Lycus gọi vùng đất đó là Heraclea. Sau đó, cả đoàn lên đường đến Themiscyra, nơi Hippolyta sống.
Tất cả sẽ tốt đẹp cho Heracles nếu không có Hera. Hippolyta, ấn tượng với Heracles và những chiến công của anh, đã đồng ý trao tặng thắt lưng. Nhưng Hera đã cải trang, trà trộn vào những người dân Amazon và gieo mầm mống ngờ vực. Bà tuyên bố những người lạ đang âm mưu bắt nữ hoàng của Amazons. Được báo động, những người phụ nữ lên ngựa để đối đầu với Heracles. Khi Heracles nhìn thấy họ, anh nghĩ rằng Hippolyta đã âm mưu phản bội như vậy từ lâu và không bao giờ có ý định tặng chiếc thắt lưng, vì vậy anh đã giết cô và lấy chiếc thắt lưng đưa cho Eurystheus.

### Thứ mười: Đàn bò của Geryon

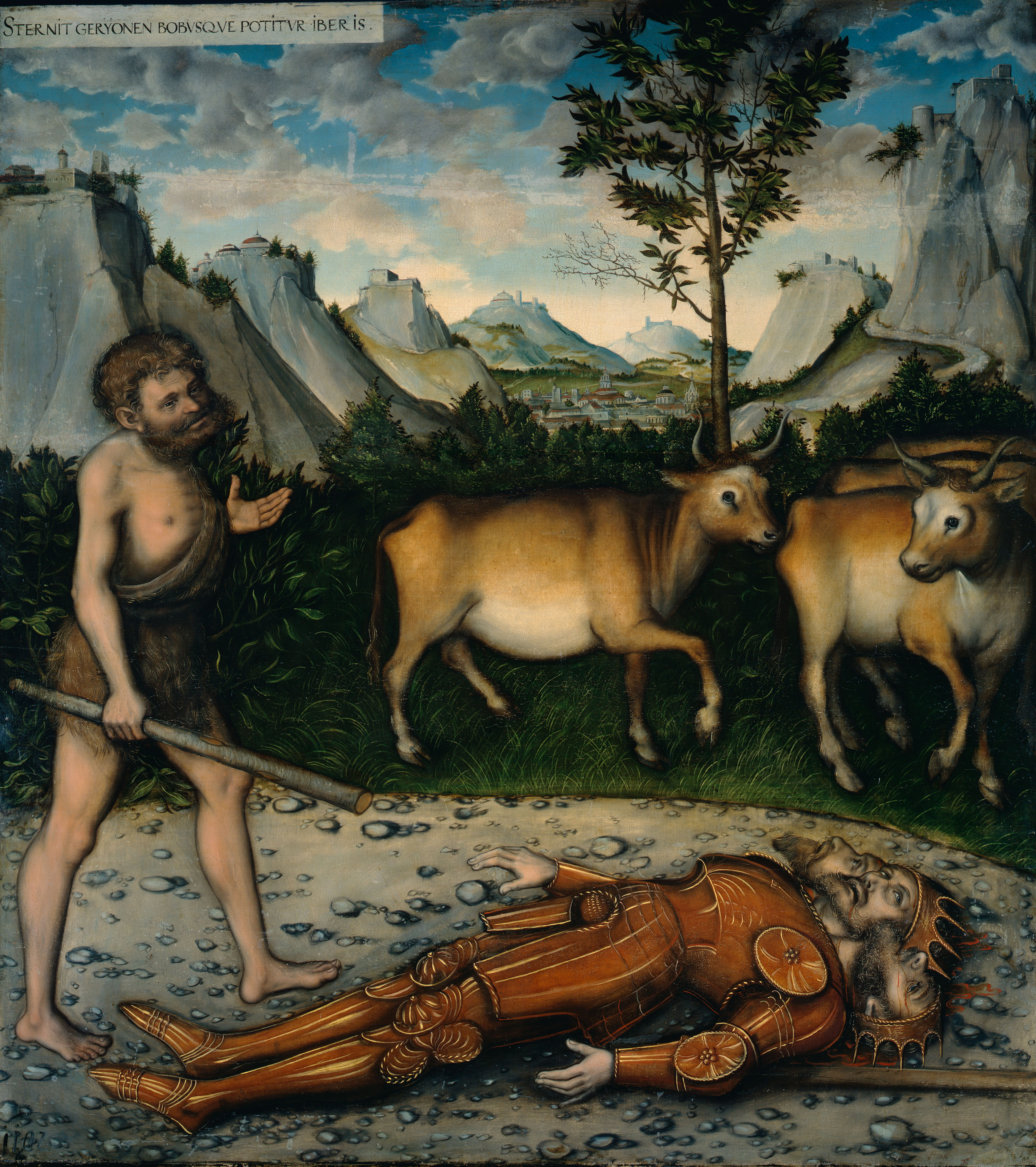
Heracles và gia súc của Geryones

Công việc thứ mười là lấy đán gia súc của người khổng lồ ba thân Geryon. Phiên bản đầy đủ nhất trong Bibliotheca của Pseudo-Apollodorus, Heracles phải đến hòn đảo Erytheia ở phía tây xa xôi (đôi khi được coi là Hesperides, hoặc hòn đảo tạo nên thành phố Cádiz) để lấy gia súc. Trên đường đến đó, anh băng qua sa mạc Libya và cảm thấy mệt mỏi vì quá nóng nên anh bắn một mũi tên vào Mặt trời. Thần mặt trời Helios "ngưỡng mộ lòng dũng cảm của anh" đã trao cho Heracles chiếc cốc vàng mà Helios dùng để chèo thuyền vượt biển từ tây sang đông mỗi đêm. Heracles cưỡi chiếc cốc đến Erytheia; Heracles trong cốc là một mô-típ yêu thích trên gốm hình đen. Một phương tiện truyền tải kỳ diệu như vậy cắt xén bất kỳ địa lý theo nghĩa đen nào đối với Erytheia, "hòn đảo đỏ" của hoàng hôn.
Khi Heracles hạ cánh xuống Erytheia, anh phải đối mặt với chó hai đầu Orthrus. Với một cú đánh từ cây ô liu, Heracles đã giết chết Orthrus. Eurytion là người chăn gia súc, chạy đến hỗ trợ Orthrus, nhưng Heracles cũng đối xử với anh theo cách tương tự.
Khi nghe thấy tiếng ồn ào, Geryon lao vào hành động, mang theo ba chiếc khiên và ba ngọn giáo, đồng thời đội ba chiếc mũ. Anh tấn công Heracles tại Sông Anthemus, nhưng bị giết bởi một trong những mũi tên tẩm độc của Heracles. Heracles bắn mạnh đến nỗi mũi tên xuyên qua trán Geryon, "và Geryon ngoẹo cổ sang một bên, giống như cây anh túc bịhỏng hình dạng mỏng manh của nó, rụng hết cánh cùng một lúc."
Heracles sau đó phải chăn gia súc trở lại Eurystheus. Trong các phiên bản La Mã của câu chuyện, Heracles lùa gia súc qua Đồi Aventine trên địa điểm sau này sẽ là Rome. Người khổng lồ Cacus sống ở đó đã đánh cắp một số gia súc khi Heracles đang ngủ, bắt gia súc đi lùi để không để lại dấu vết, lặp lại mánh khóe của Hermes. Theo một số phiên bản, Heracles lùa đàn gia súc còn lại qua hang động, nơi Cacus đã giấu những con vật bị đánh cắp, và chúng bắt đầu gọi nhau. Trong các phiên bản khác, em gái của Cacus là Caca đã nói cho Heracles biết anh của mình đang ở đâu. Heracles sau đó giết Cacus, và lập một bàn thờ tại chỗ, sau này là địa điểm của Forum Boarium (chợ gia súc) của Rome.
Để phá Heracles, Hera gửi bọn ruồi trâu đến cắn gia súc, chọc tức và phân tán chúng. Trong vòng một năm, Heracles đã lấy lại được tất cả. Hera sau đó gửi một trận lụt làm mực nước sông dâng cao đến mức Heracles không thể vượt qua cùng đàn gia súc. Anh chất những viên đá xuống sông để làm cho nước nông hơn. Cuối cùng khi anh đến Eurystheus, gia súc đã bị hiến tế cho Hera.

### Thứ mười một: Táo vàng của các Hesperides

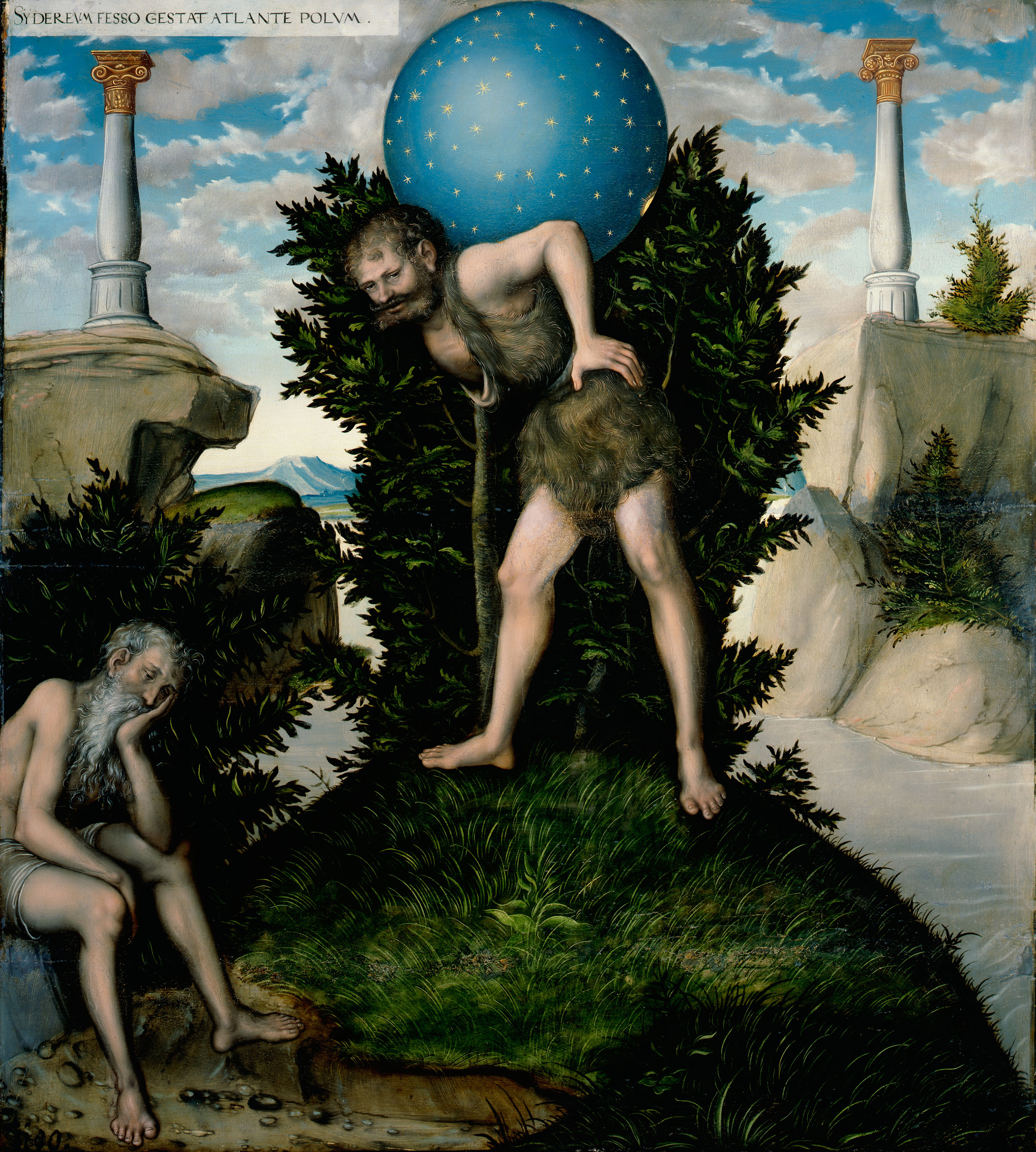
Atlas và Heracles

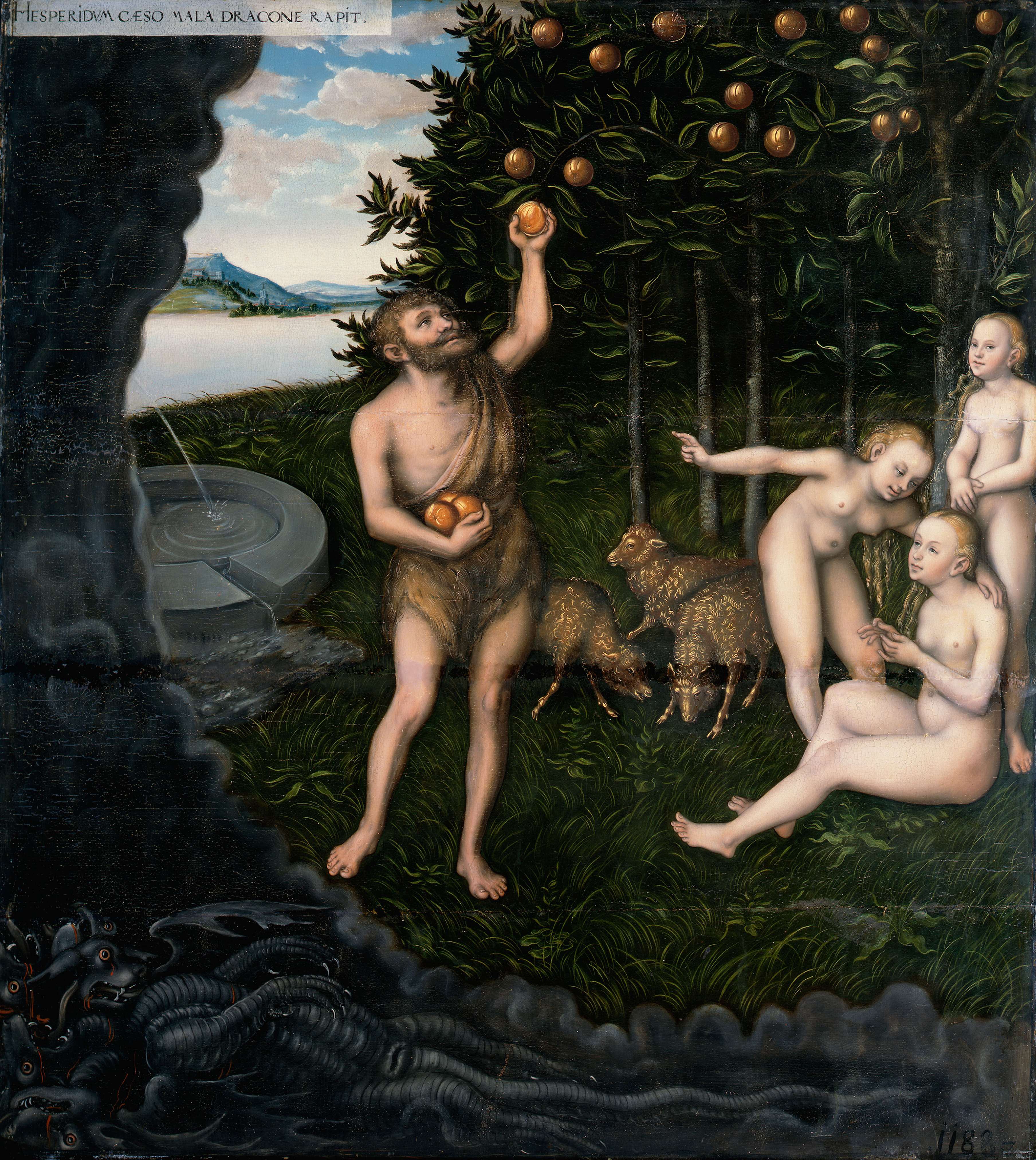
Heracles ăn cắp táo của Hesperides

Sau khi Heracles hoàn thành mười công việc đầu tiên, Eurystheus giao cho anh ta hai công việc nữa, tuyên bố rằng việc giết Hydra không được tính (vì Iolaus đã giúp Heracles), cũng như việc dọn dẹp Chuồng ngựa Augean (vì anh được trả tiền cho công việc hoặc vì những dòng sông đã làm công việc đó).
Công việc bổ sung đầu tiên là đánh cắp ba quả táo vàng từ khu vườn của Hesperides. Heracles lần đầu tiên bắt được Old Man of the Sea, vị thần biển có khả năng biến hình, để tìm hiểu vị trí của Khu vườn Hesperides.
Trong một số biến thể, khi bắt đầu hoặc khi kết thúc nhiệm vụ này, Heraclesgặp Antaeus, người bất khả chiến bại, miễn là anh ta chạm vào mẹ mình, Gaia, Trái đất. Heracles đã giết Antaeus bằng cách giữ anh trên cao và ôm chặt anh ta.
Herodotus tuyên bố Heracles đã dừng lại ở Ai Cập, nơi Vua Busiris quyết định biến anh thành vật hiến tế hàng năm, nhưng Heracles đã thoát ra khỏi xiềng xích dễ dàng.
Heracles cuối cùng cũng tìm được đường đến khu vườn của Hesperides, nơi anh bắt gặp Atlas đang gánh bầu trời trên vai. Heracles đã thuyết phục Atlas lấy ba Quả táo vàng bằng cách đề nghị gánh dùm bầu trời trong một thời gian ngắn. Atlas có thể lấy được những quả táo bởi vì trong phiên bản này, ông là cha đẻ hoặc có quan hệ họ hàng với Hesperides. Khi Atlas quay trở lại, ông quyết định không gánh nữa và thay vào đó đề nghị sẽ tự mình giao những quả táo, nhưng Heracles đã lừa ông bằng cách đồng ý ở lại vị trí của Atlas với điều kiện Atlas phải tạm thời giải vây trong khi Heracles điều chỉnh lại áo choàng. Atlas đồng ý, nhưng Heracles đã bỏ đi với những quả táo. Theo một phiên bản khác, thay vào đó, Heracles đã giết Ladon, con rồng canh giữ những quả táo. Eurystheus rất tức giận vì Heracles đã hoàn thành một việc mà Eurystheus nghĩ rằng không thể làm được.

### Thứ mười hai: Chó Cerberus

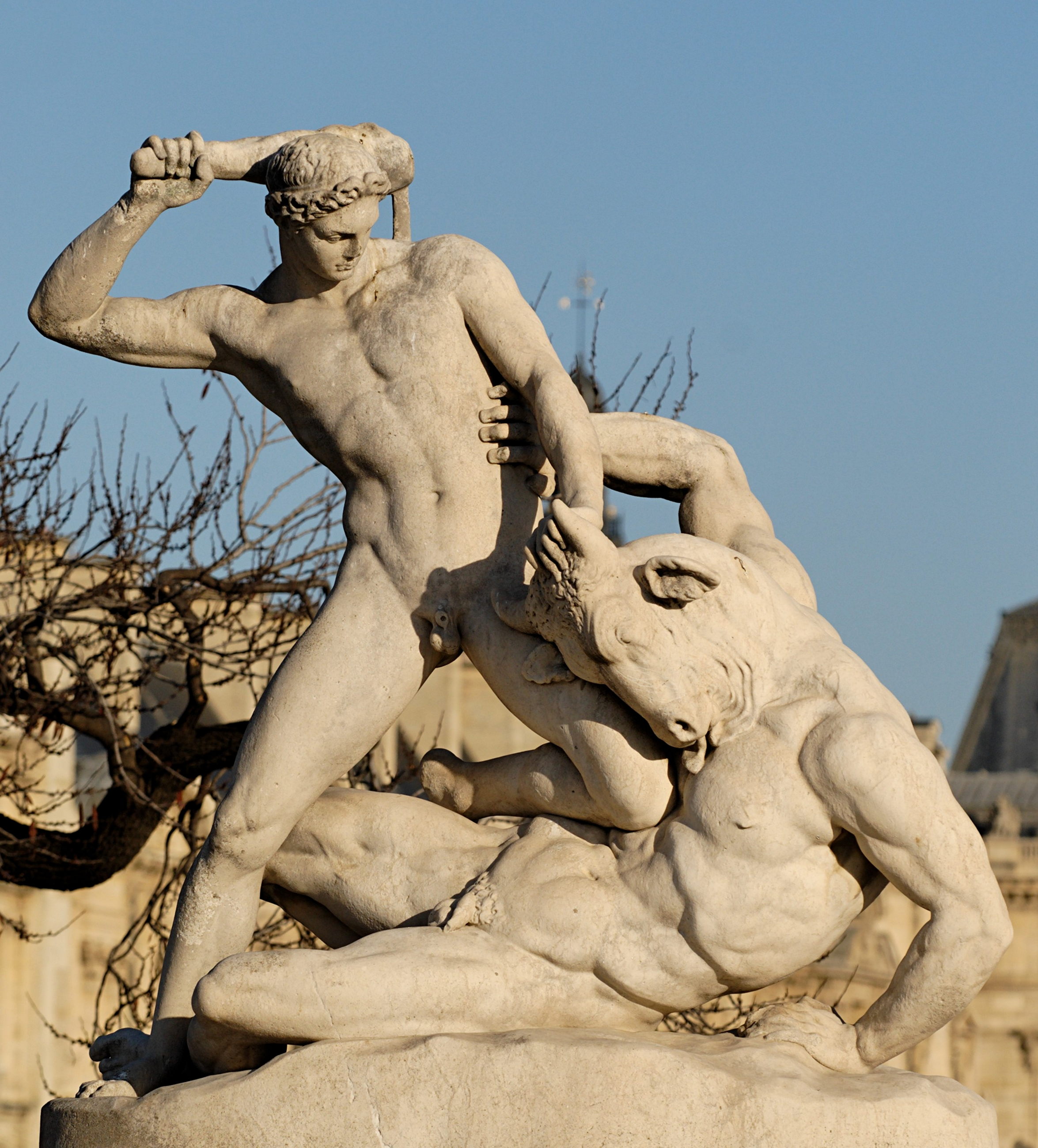
Theseus

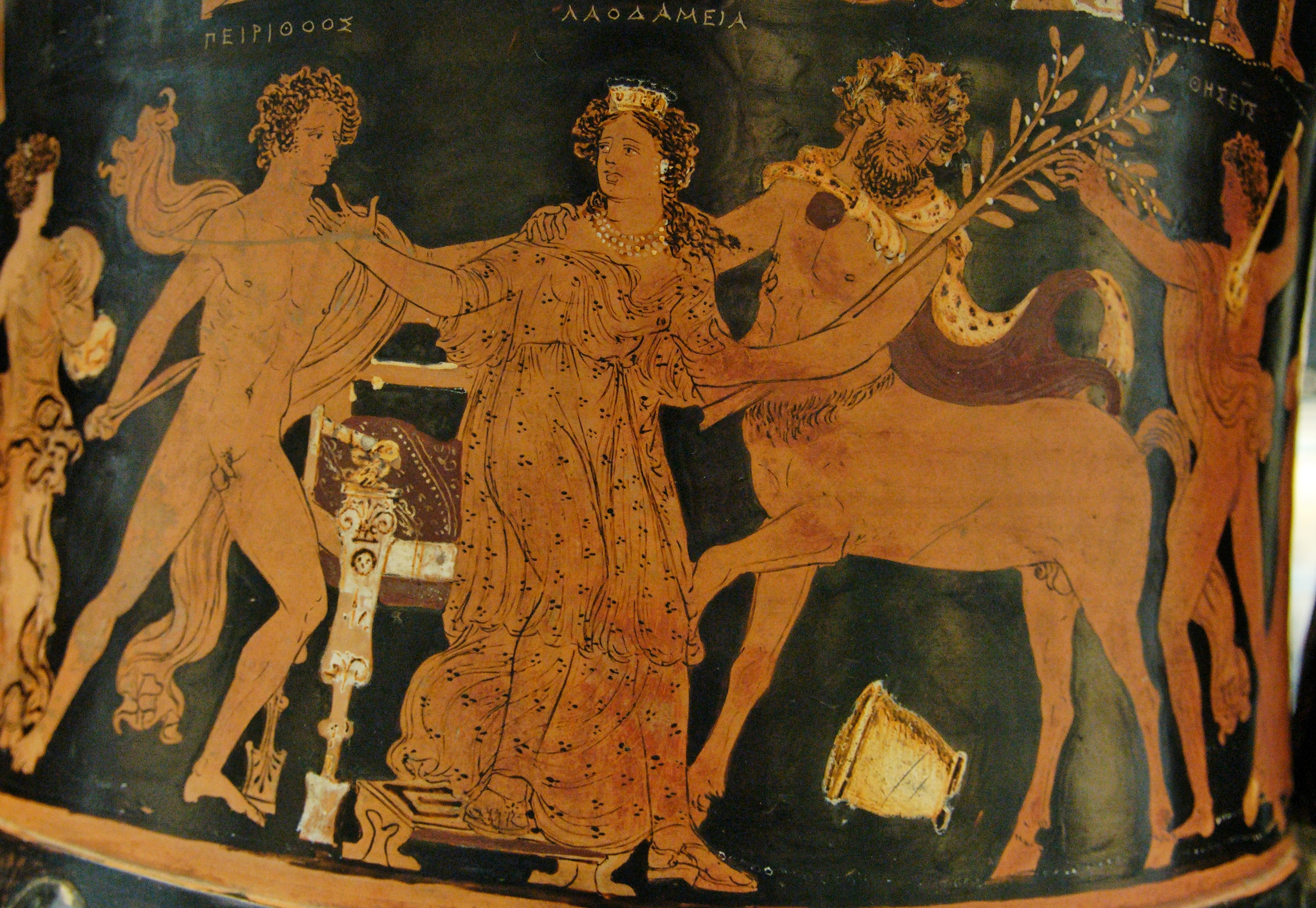
Pirithous

Kỳ công thứ mười hai và cũng là công việc cuối cùng là bắt giữ con chó ba đầu Cerberus, bảo vệ các cổng của Thế giới ngầm (Underworld). Để chuẩn bị cho việc đi xuống Địa ngục, Heracles đã đến Eleusis (hoặc Athens) mở màn cho Những bí ẩn của Eleusinian. Anh bước vào Địa ngục với Hermes và Athena dẫn đường.
Khi ở Địa ngục, Heracles gặp Theseus và Pirithous. Hai người bạn đồng hành bị Hades giam cầm do cố gắng bắt cóc Persephone. Một truyền thuyết kể rằng những con rắn cuộn quanh chân họ, sau đó biến họ thành đá; hoặc là câu chuyện về Hades giả vờ hiếu khách và chuẩn bị một bữa tiệc mời họ ngồi. Họ vô tình ngồi vào chiếc ghế của sự lãng quên và mắc bẫy vĩnh viễn. Khi Heracles kéo Theseus ra khỏi ghế, một phần đùi của anh bị dính vào đó (điều này giải thích cho cặp đùi gầy của người Athen), nhưng Trái đất rung chuyển trước nỗ lực giải thoát Pirithous, vốn có khao khát rất xúc phạm là chiếm hữu riêng nữ thần nên anh đã cam chịu ở lại.

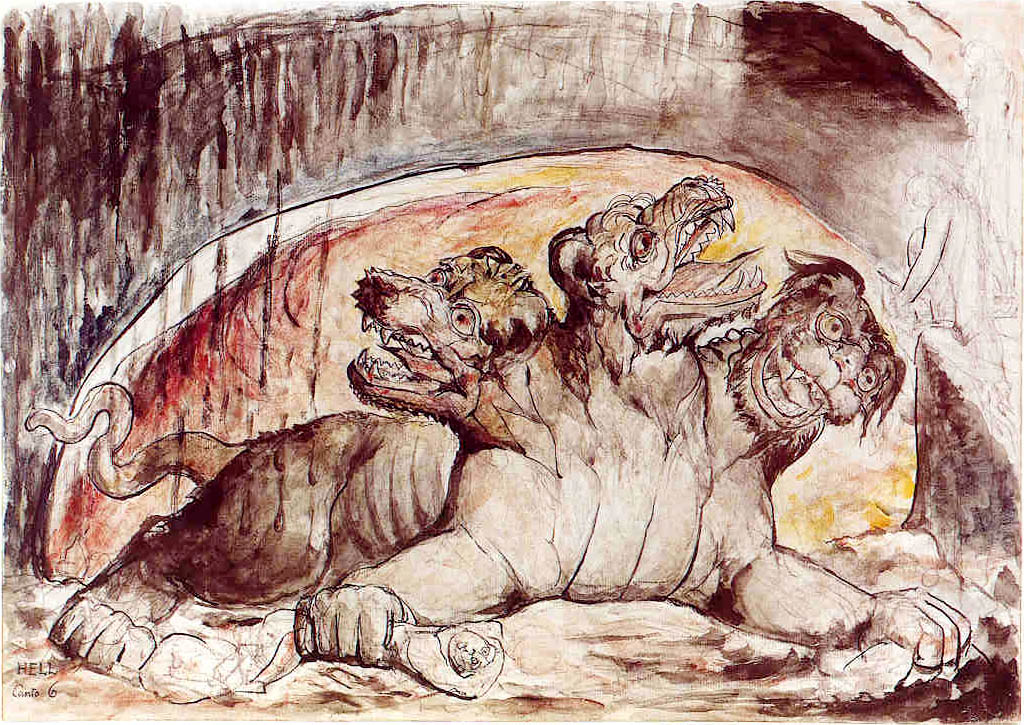
Cerberus

Heracles tìm thấy Hades và xin phép đưa Cerberus lên mặt đất, Hades đồng ý nếu Heracles có thể khuất phục con quái vật mà không cần sử dụng vũ khí. Heracles chế ngự Cerberus bằng tay không và vác nó lên vai. Anh mang Cerberus ra khỏi Địa ngục qua một lối vào hang động ở Peloponnese và mang nó đến cho Eurystheus, ông sợ hãi và lại chui đầu trốn vào pithos. Eurystheus cầu xin Heracles đưa Cerberus trở lại Địa ngục, đổi lại, ông đề nghị giải thoát anh khỏi bất kỳ công việc nào nữa. Cerberus biến mất và quay trở lại với chủ nhân của nó.

## Hậu bản

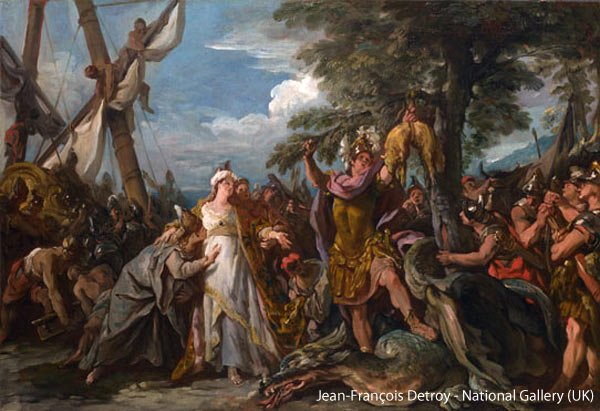
Jason và bộ lông cừu vàng huyền thoại của Jean-Francois Detroy

Sau khi hoàn thành mười hai kỳ công, một truyền thuyết nói rằng Heracles đã tham gia cùng Jason (thần thoại) và Argonauts trong hành trình tìm kiếm Bộ lông cừu vàng. Tuy nhiên, Herodorus (khoảng năm 400 trước Công nguyên) đã phản đối điều này và phủ nhận việc Heracles từng đi thuyền với Argonauts. Một phiên bản riêng biệt (ví dụ: Argonautica) có Heracles đi cùng với các Argonauts, nhưng anh đã không đi cùng họ đến tận Colchis.
Theo vở kịch Herakles của Euripides, đó là thời điểm sau khi hoàn thành các kỳ công, anh trở về nhà để gặp vợ và gia đình, nhưng đột nhiên nổi điên và giết chết họ, sau đó anh bị đày khỏi Thebes và phải đến Athens.